# Lamure-sur-Azergues
Lamure-sur-Azergues ist eine französische Gemeinde  mit 1.051 Einwohnern (Stand: 1. Januar 2022) im Département Rhône in der Region Auvergne-Rhône-Alpes. Sie gehört zum Arrondissement Villefranche-sur-Saône und zum Kanton Tarare (bis 2015: Kanton Lamure-sur-Azergues).

## Lage
Lamure-sur-Azergues liegt 43 Kilometer nordnordwestlich von Lyon, etwa 32 Kilometer ostnordöstlich von Roanne und rund 19 Kilometer nordwestlich von Villefranche-sur-Saône am Fluss Azergues, in den hier sein Zufluss Aze einmündet. Umgeben wird Lamure-sur-Azergues von den Nachbargemeinden Claveisolles im Norden, Vaux-en-Beaujolais im Osten, Saint-Cyr-le-Chatoux im Südosten, Chambost-Allières im Süden, Grandris im Südwesten sowie Saint-Nizier-d’Azergues im Westen und Nordwesten.

## Bevölkerungsentwicklung
| Jahr                       | 1962 | 1968 | 1975 | 1982 | 1990 | 1999 | 2006 | 2013 |
| Einwohner                  | 1026 | 852  | 826  | 799  | 782  | 871  | 1034 | 1040 |
| Quellen: Cassini und INSEE |      |      |      |      |      |      |      |      |

## Sehenswürdigkeiten
- Kirche